# Inga fastuosa
Inga fastuosa är en ärtväxtart som först beskrevs av Nikolaus Joseph von Jacquin, och fick sitt nu gällande namn av Carl Ludwig von Willdenow. Inga fastuosa ingår i släktet Inga och familjen ärtväxter. Inga underarter finns listade i Catalogue of Life.

## Bildgalleri

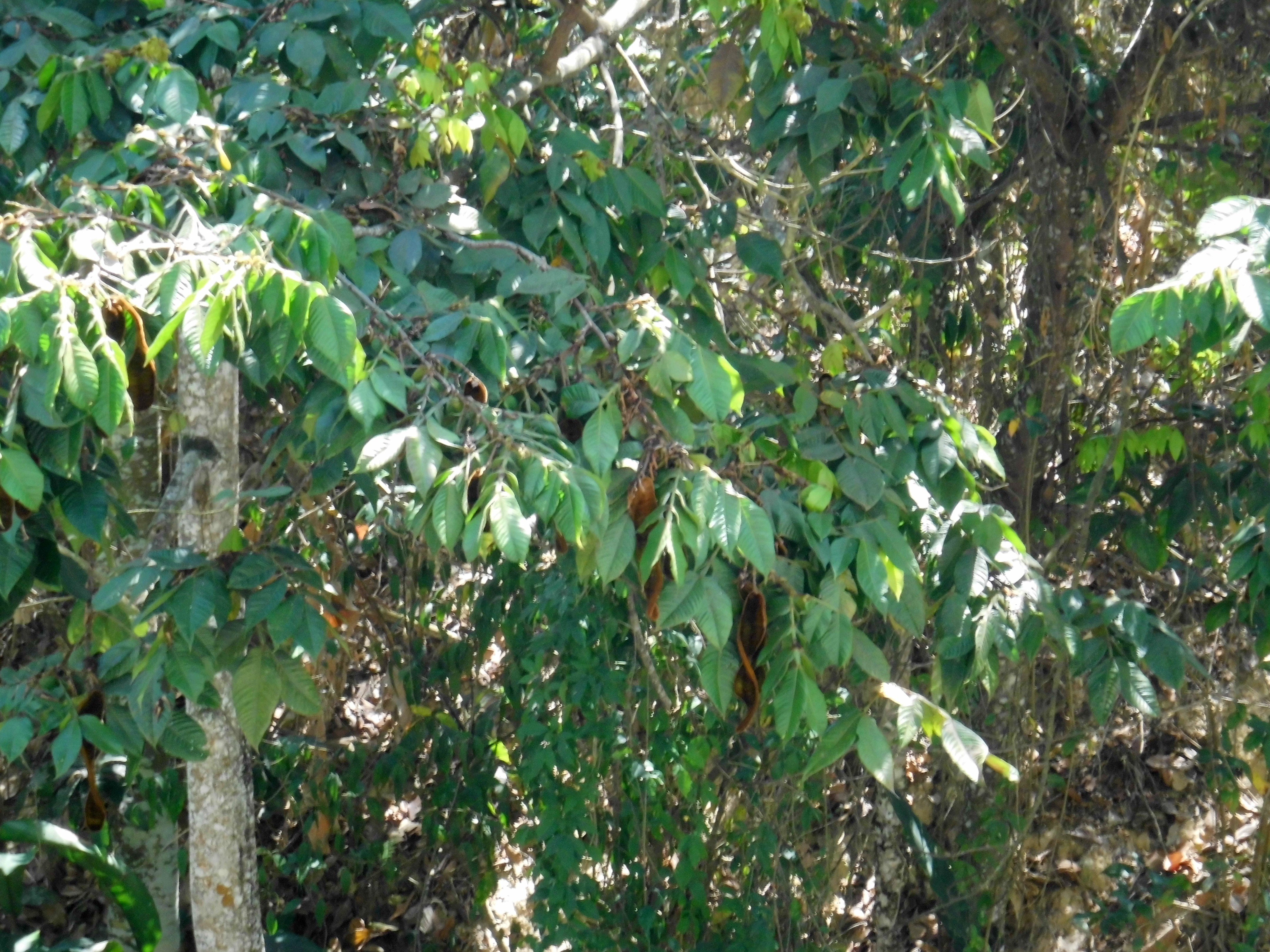
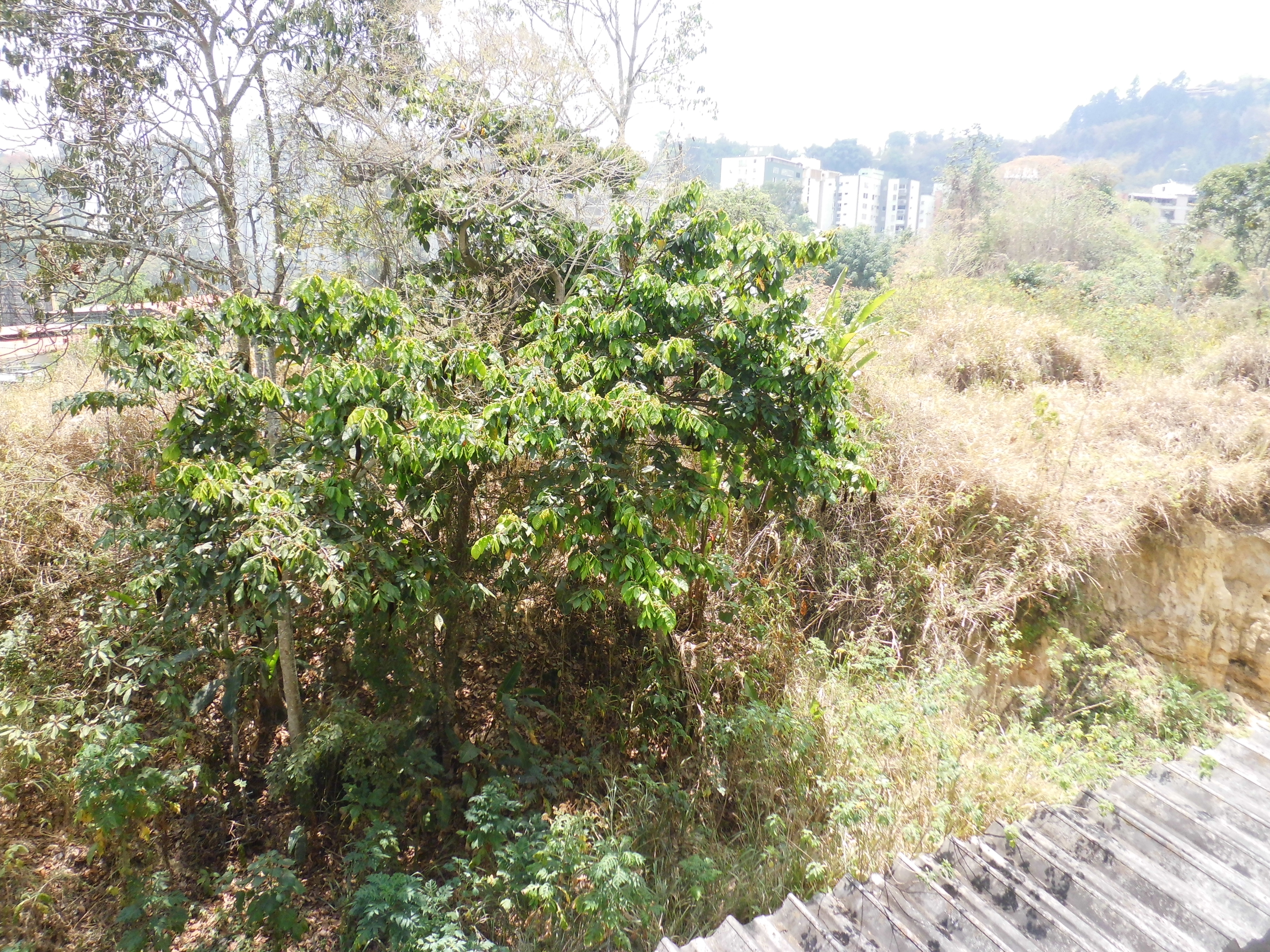
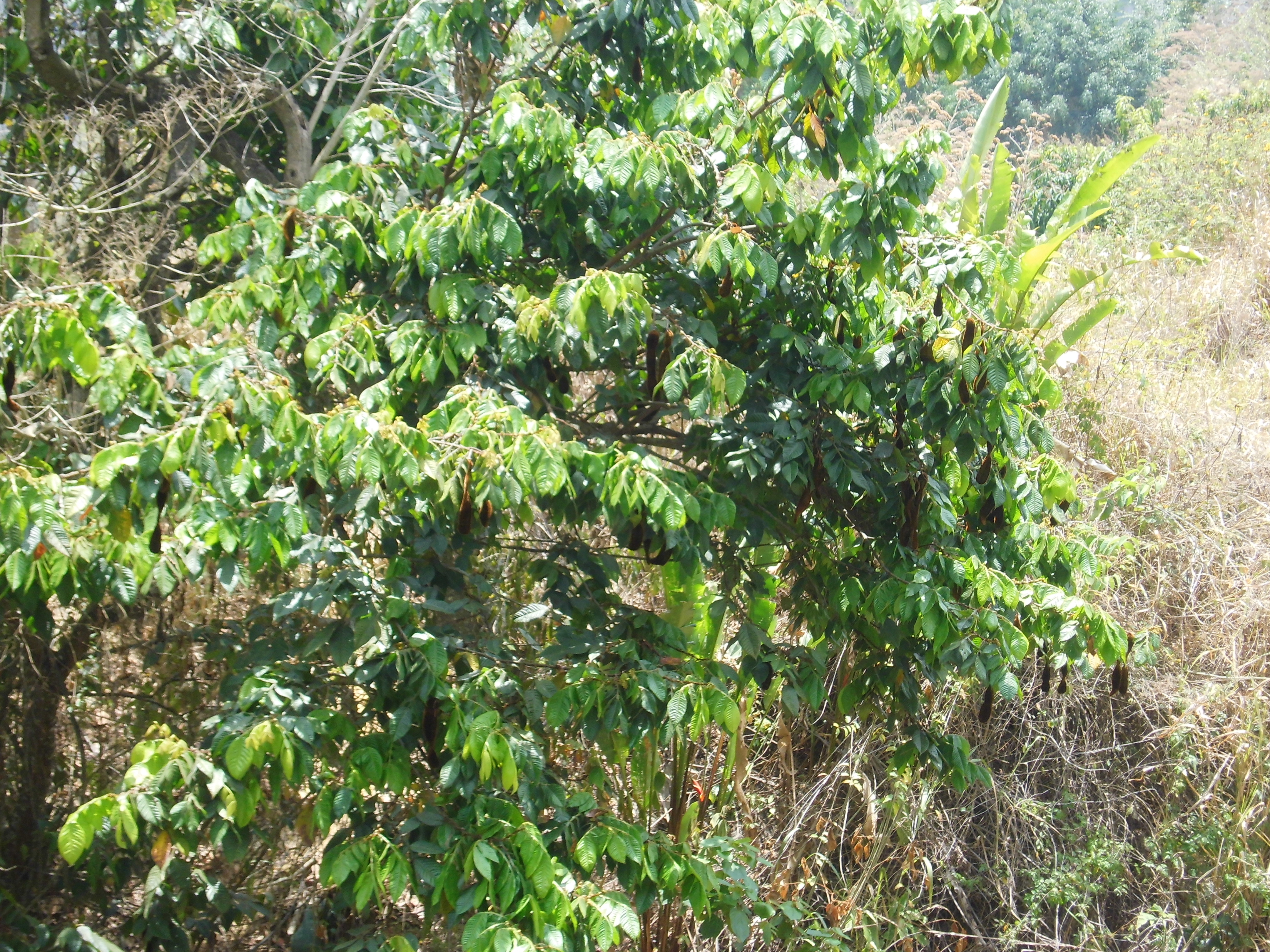
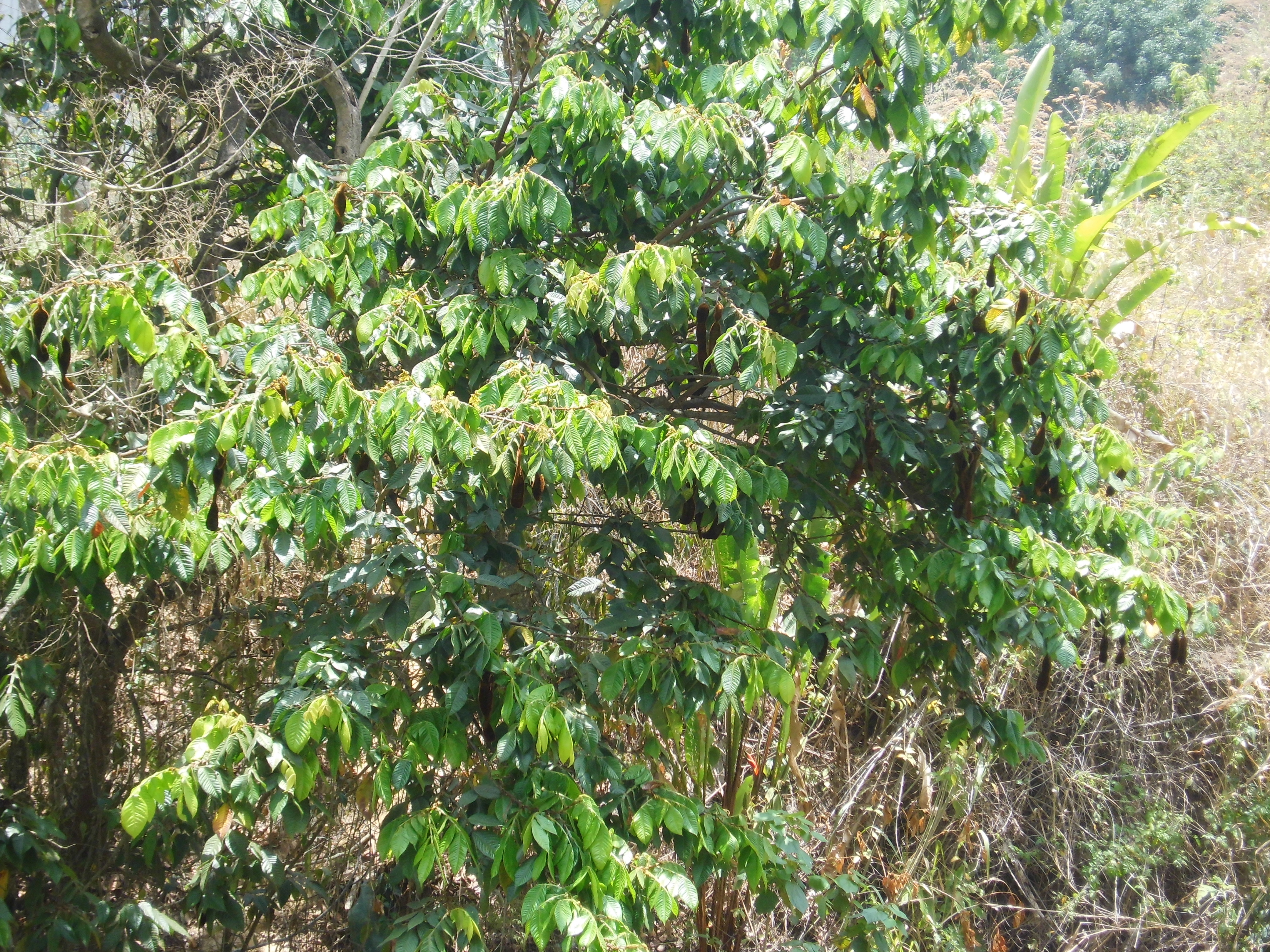